# Tour de France 2007/2. Etappe
| Etappe 2                          |                    |                         |
| Ergebnis der 2. Etappe            |                    |                         |
| Etappensieger                     | Gert Steegmans     | 3:48:22 h (44,271 km/h) |
| Zweiter                           | Tom Boonen         | gl. Zeit                |
| Dritter                           | Filippo Pozzato    | gl. Zeit                |
| Vierter                           | Robert Hunter      | gl. Zeit                |
| Fünfter                           | Romain Feillu      | gl. Zeit                |
| Sechster                          | Robbie McEwen      | gl. Zeit                |
| Siebter                           | Erik Zabel         | gl. Zeit                |
| Achter                            | Heinrich Haussler  | gl. Zeit                |
| Neunter                           | Óscar Freire       | gl. Zeit                |
| Zehnter                           | Sébastien Chavanel | gl. Zeit                |
| Kämpferischster Fahrer            | Marcel Sieberg     | Marcel Sieberg          |
| Zwischenstände nach der 2. Etappe |                    |                         |
| Gelbes Trikot                     | Fabian Cancellara  | 8:36:13 h               |
| Zweiter                           | Andreas Klöden     | + 0:13 min              |
| Dritter                           | David Millar       | + 0:21 min              |
| Grünes Trikot                     | Tom Boonen         | 56 P.                   |
| Zweiter                           | Robbie McEwen      | 55 P.                   |
| Dritter                           | Gert Steegmans     | 46 P.                   |
| Gepunktetes Trikot                | David Millar       | 5 P.                    |
| Zweiter                           | Stéphane Augé      | 5 P.                    |
| Dritter                           | Freddy Bichot      | 3 P.                    |
| Weißes Trikot                     | Wladimir Gussew    | 8:36:38 h               |
| Zweiter                           | Thomas Dekker      | + 0:06 min              |
| Dritter                           | Benoît Vaugrenard  | + 0:07 min              |
| Teamwertung                       | Team Astana        | 25:49:57 h              |
| Zweiter                           | Team CSC           | + 0:02 min              |
| Dritter                           | Discovery Channel  | + 0:05 min              |

Die 2. Etappe der Tour de France 2007 am 9. Juli war 168,5 Kilometer lang und führte die Fahrer, nach einem Transfer auf das französische Festland, von der Küstenstadt Dünkirchen durch Flandern ins belgische Gent. Die zweite Flachetappe der Tour wies insgesamt drei Zwischensprints auf.
Nachdem das Teilstück ruhig begonnen hatte, lancierte der Deutsche Marcel Sieberg vom Team Milram bei Rennkilometer 18 die erste Attacke. Ihm schlossen sich mit Rubén Pérez und Cédric Hervé zwei weitere Fahrer an. Das Trio baute seinen Vorsprung bis Kilometer 69 auf maximal 5:55 Minuten aus, ehe die Mannschaften im Hauptfeld, unter der Führung des Team CSC, langsam begannen, die Verfolgung zu organisieren. In der Folge schrumpfte der Vorsprung der Ausreißer kontinuierlich. Etwa fünf Kilometer vor dem Ziel versuchte Sieberg, nachdem das Trio noch etwa 20 Sekunden Vorsprung hatte, aus der Führungsgruppe heraus zu attackieren, konnte sich von seinen Mitstreitern jedoch nicht entscheidend absetzen. Ebenso erfolglos blieben weitere Attacken von Pérez und Hervé.
Zwei Kilometer später endete der Fluchtversuch und das Peloton fuhr geschlossen nach Gent ein, ehe sich drei Kilometer vor dem Ziel im vorderen Teil des Feldes ein Massensturz ereignete, in den etwa 20 Fahrer direkt verwickelt waren. Der Auslöser war Milram-Kapitän Erik Zabel, der durch ein Ausweichmanöver Manuel Quinziato vom Team Liquigas zu Fall brachte, selbst aber weiterfahren konnte. Aufgrund der verengten Straße konnten die dahinterliegenden Fahrer die Stelle zunächst nicht passieren und so fuhr eine ca. 25 Mann starke Gruppe auf die Zielgerade ein. Dort siegte Gert Steegmans, eigentlich Anfahrer für Tom Boonen, vor selbigem und Filippo Pozzato. Zuletzt hatte mit Marc Wauters ein belgischer Fahrer bei einer Etappenankunft in Belgien im Jahr 2001 gewonnen.
Fabian Cancellara verteidigte, obwohl er in den Massensturz verwickelt war, das Gelbe Trikot, da durch Stürze hervorgerufene Rückstände auf den letzten drei Kilometern nicht in die Gesamtwertung einbezogen werden. Ebenso behielten auch David Millar und Wladimir Gussew ihre Trikots sowie das Team Astana die Führung in der Mannschaftswertung. Im Kampf um das Grüne Trikot übernahm Tom Boonen die Führung mit einem Punkt Vorsprung vor Robbie McEwen.

## Zwischensprints

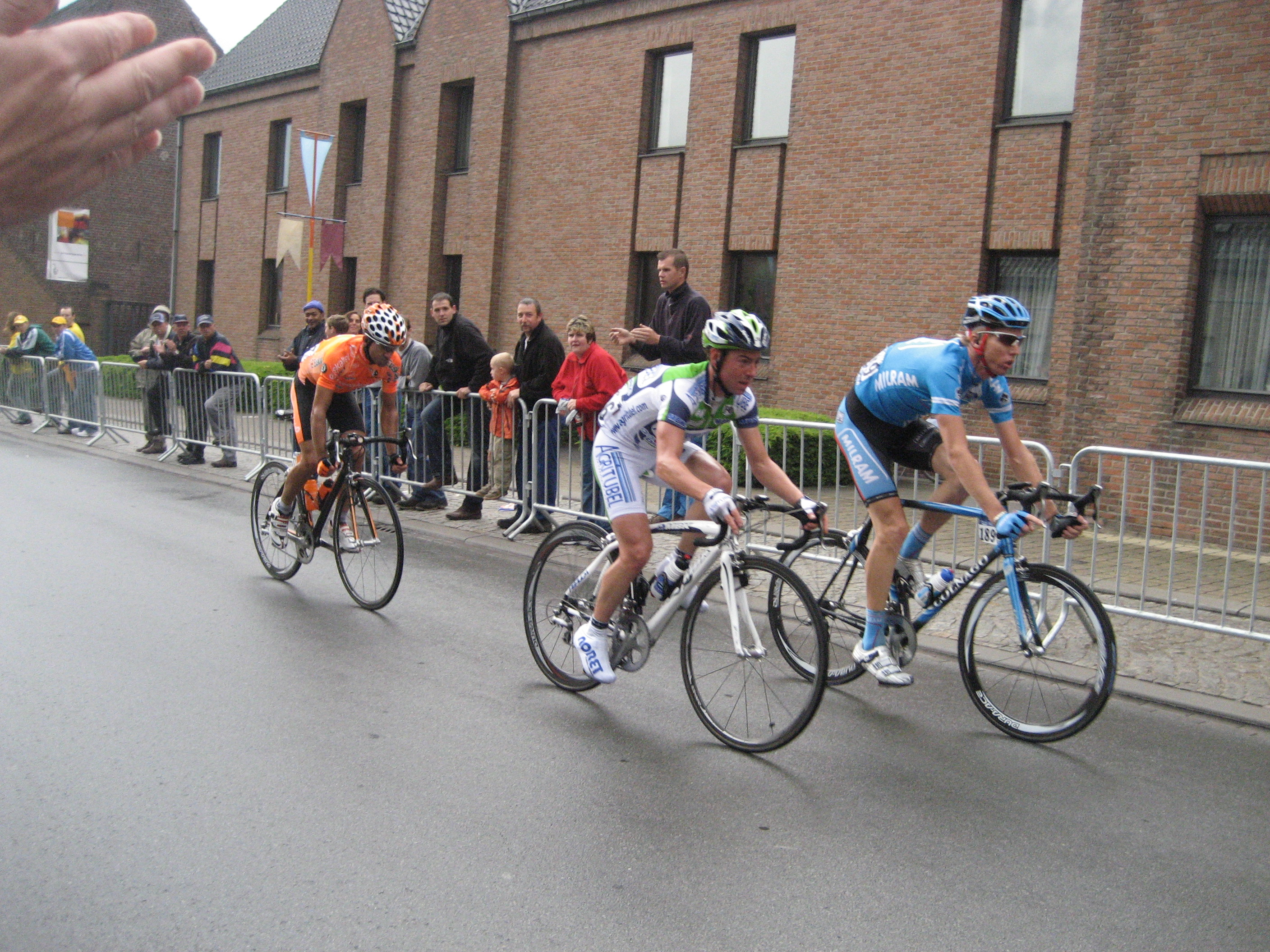
Das Ausreißertrio: Marcel Sieberg, Rubén Pérez und Cédric Hervé

1. Zwischensprint in Ypern (Kilometer 45) (7 m ü. NN)
| Erster  | Cédric Hervé   | 6 P. und 6 s |
| Zweiter | Rubén Pérez    | 4 P. und 4 s |
| Dritter | Marcel Sieberg | 2 P. und 2 s |

2. Zwischensprint in Westende (Kilometer 81,5) (6 m ü. NN)
| Erster  | Marcel Sieberg | 6 P. und 6 s |
| Zweiter | Cédric Hervé   | 4 P. und 4 s |
| Dritter | Rubén Pérez    | 2 P. und 2 s |

3. Zwischensprint in Aarsele (Kilometer 140,5) (17 m ü. NN)
| Erster  | Rubén Pérez    | 6 P. und 6 s |
| Zweiter | Cédric Hervé   | 4 P. und 4 s |
| Dritter | Marcel Sieberg | 2 P. und 2 s |